# Останній аргумент
Останній аргумент — документальний фільм, де від імені футбольних фанатів розповідається про те, як змінився футбол і все, що його оточує, під впливом часу та грошей.

## Сюжет
У фільмі беруть участь авторитетні представники найбільших фанатських угруповань України: «Динамо», «Дніпра», «Карпат» і «Шахтаря», футболісти і тренери київського «Динамо», представник міліції, а також перший віце-президент федерації футболу України — Сергій Стороженко.
Учасники фільму обговорюють проблеми, що хвилюють всіх їх: засилля легіонерів в українському футболі, проблеми натуралізації гравців, а також наслідки зростаючої комерціалізації футболу. Події на трибунах і поза ними, відданість своєму клубу, думки про наближення чемпіонату Євро 2012, ставлення до міліції та офіційних структур — усі ці теми висвітлені у фільмі тими, без кого ця гра неможлива.
Глядачам надається можливість не тільки почути правду від першої особи, але й побачити рідкісні документальні кадри.
Сучасний футбол — добро чи зло — ось основна лінія цієї стрічки.
Саундтреки «Динамо Київ» та «Києве мій» спеціально для фільму записав гурт «Gogol Bordello».